# Java (São Tomé)
Java ist ein Ort im Distrikt Mé-Zóchi auf der Insel São Tomé im Inselstaat São Tomé und Príncipe. 2012 wurden 19 Einwohner gezählt.

## Geographie
Der Ort liegt auf einer Höhe von 578 m westlich des Berggipfels des Catraio und oberhalb von Abade über dem Tal des Rio Bomba.